# 용산4구역 철거현장 화재
용산4구역 철거현장 화재 사건(龍山四區域撤去現場火災事件) 또는 용산 참사(龍山慘事)로 불리는 이 사건은 2009년 1월 20일, 서울특별시 용산구 한강로 2가 224-1번지에 위치한 남일당 건물 옥상에서 점거농성을 벌이던 세입자와 전국철거민연합회(이하 전철연) 회원들, 경찰, 용역 직원들 간의 충돌이 벌어지는 가운데 발생한 화재로 인해 다수의 사상자가 발생한 사건이다. 이 사건으로 세입자 2명, 전철연 회원 2명과 경찰특공대 대원 1명이 사망하고, 23명이 부상(경찰16명, 농성자 7명)을 입었다. 사고 당시의 폭력 문제, 용역 직원, 안전 대책, 과잉 진압 여부 등에 대한 논란과 함께 검찰의 수사가 이어졌고, 홍보 지침, 왜곡 시도 등에 대한 논란도 있었다.

## 사건 개요

진입을 시도하는 경찰특공대원

2009년 1월 19일 오전 5시 33분 용산 4구역 철거민과 전국철거민연합회 회원 등 약 30여 명이 서울특별시 용산구 한강로 2가에 위치한 4층짜리 남일당 상가 건물 옥상을 점거하였으며, 경찰은 경비 병력으로 3개 중대 300여 명을 투입하였다. 검찰의 공소사실에 따르면, 철거민들은 옥상 건물 위에 망루(望樓)를 짓고 충분한 양의 가연성 물질인 시너를 바닥과 옥상에 준비하였고 화염병과 돌을 던지며 철거반에 저항하였으며, 경찰은 물대포를 쏘며 맞섰다. 철거민들은 서울시가 최소한의 보상도 없이 철거를 밀어붙이고 있다고 주장하였다.
1월 20일 오전 1시 22분, 철거민들이 던진 화염병으로 농성장 옆 상가 건물 가림막에 화재가 났으나 40분만에 진화되었고, 오전 6시 12분에 경찰은 철거민들에게 물대포 살수를 시작하였다. 6시 45분, 경찰은 건물의 옥상에서 농성하던 철거민들을 진압하기 위해 컨테이너에 경찰특공대를 태워 옥상으로 올려 보냈으며, 7시에 컨테이너가 옥상으로 올라가자 본격적인 진압이 시작되었다. 7시 20분에 특공대를 실은 두 번째 크레인이 올라가자 3층과 5층에서 불이 났고, 옥상에 있던 망루에도 불길이 번졌다. 7시 30분에서 40분 사이, 5층에서 3명이 불을 피해 창문가로 이동했다. 7시 45분에는 불이 붙은 망루가 무너졌고, 8시 30분에 소방관들이 옥상에 올라가 망루를 해체하였다. 11시 45분 경찰은 망루를 수색하여 사망자 5명(세입자 2명, 전철연 회원 2명, 경찰특공대 대원 1명)을 발견했으며, 23명(경찰 16명, 농성자 7명) 이 부상했다고 발표하였다. 12시 20분 농성자 시신 1구가 추가로 발견되었다.

## 배경

### 도시정비사업
서울시는 도시정비사업의 일환으로 용산4구역 재개발 사업을 추진하고, 삼성물산, 대림산업, 포스코건설을 시공업체로 지정해(대표업체는 삼성물산) 강제철거 등의 작업계획을 관리하도록 승인한다. 용산4구역 재개발 사업은 한강로3가 63∼70번지 일대 5만 3442m²를 도시환경정비 차원에서 재개발하는 사업이다. 이 사업으로 40층 규모 주상복합 아파트 6개동(493가구, 평형은 164∼312m2)이 들어서게 된다.
상인들은 재개발로 인해 주변 땅값이 많이 올라 장사가 힘들어졌다. 그리고 도시정비사업 관련 법률은 도시개발법과 도시 및 주거환경정비법, 도시재정비 촉진을 위한 특별법, 토지보상법 등으로 다종다양하여 법률간에 일관되지 않는 점도 있었고, 행정적인 판단을 하기에 불필요하게 복잡하게 되어 있는 부분도 있었다. 이러한 복잡한 법 체계의 틈으로 공공연한 불법행위가 저질러졌다. 재개발조합(토지 및 건물 소유자)측은 토지보상법에 규정된 주거이전비가 너무 적다며 반발해 시위를 해온 세입자들(약 100여 명)을 강제로 철수시키는 과정에서 물의를 일으켰다.

### 보상비 갈등
인명 참사로 이어진 서울 용산 재개발 철거민들의 건물옥상 농성은 철거민과 조합 간 보상비 갈등이 직접적인 원인이다. 서울시와 용산구에 따르면 재개발조합 측은 세입자에게 법적으로 규정된 휴업보상비 3개월분과 주거이전비 4개월분을 지급한다는 입장이다. 그러나 일부 세입자는 조합이 주는 보상비로는 생계와 주거를 이어갈 수 없다는 입장이다. 상가 세입자들은 "지금껏 충분하지는 않지만 먹고살 만했는데, 조합이 주는 보상비는 턱없이 적다"며 "철거하면 당장 생계를 이을 수 없으니 대체 상가를 마련하는 등 대책을 세워 달라"라고 요구하였다. 사건 발생 전에 세입자 890명 중 85.7%(763명)의 보상은 완료되었다. 철거도 80%가량 이뤄졌으나 일부 상인과 주거 세입자 중 100여 명이 2007년부터 보상비에 반발해 시위해 왔다.

### 겨울철 강제철거
철거민들이 적극적인 수단을 동원한 것은 겨울철 강제철거 때문이라는 분석이 있다. 해당 구역은 2008년 11월부터 철거가 본격적으로 시작되었는데, 거처 마련이 어려운 상황에서 겨울철 철거 위기에 몰렸다는 것이다. 서울시에도 겨울철 강제철거를 금지하는 행정지침이 있지만 처벌규정이 없어, 실제로 지켜지지 않으며 법적으로 금지시켜야 한다는 주장이 있다.

### 안전대책 미비
애초 진압계획에는 유류화재 진압을 위한 화학 소방차가 필요하다고 되어 있었는데, 용산경찰서에서는 이를 제외하였다. 경찰은 대량의 인화 물질이 있는 것을 알고 있었고 1차 진입 당시에도 화재가 발생했다. 이것으로 대형 화재의 위험성이 예견되었는데, 안전조치 없이 2차 진입을 강행하여 대형 참사로 이어졌다는 견해가 있다.
검찰은 경찰이 진압 준비단계에서 유류화재에 대비하여 소방서에 소화물질을 요청했지만 마땅한 소화(消化)약제가 없다는 이유로 소방대비책이 없는 상황에서 진압을 시작했으며, 소방장비를 갖췄더라도 참사를 막기 힘들었을 것이라고 말했다.

### 경찰의 용산 참사 진상조사
2018년 9월 5일, 경찰청 인권침해사건 진상조사위원회는 용산 참사 당시 경찰 지휘부의 잘못된 판단으로 인해 안전대책이 미비한 상황에서 강제 진압이 이루어졌다는 내용의 조사 결과를 발표하며 경찰청이 사망한 경찰특공대원과 철거민들에게 사과하라고 권고했다.
진상조사위는 철거민들이 농성에 돌입한지 불과 25시간만에 긴급한 상황이 아니었고 경찰과 철거민들의 협상이 진행 중이었음에도 불구하고, 당시 서울지방경찰청장이던 김석기의 결정으로 경찰이 조기 강제진압에 돌입한 것과 더불어 화재 위험과 추락 사고 및 기타 위험들이 매우 컸음에도 불구하고 이에 대한 경찰측의 대비가 거의 전무한 실정이었다는 점을 비판했다. 경찰특공대는 망루 구조를 제대로 알지 못했고, 예행연습도 하지 않은 상황에서 곧바로 현장에 투입되었다.
준비가 이처럼 미비했기에 현장 진압 책임을 맡은 경찰특공대 제대장이 작전을 연기하자고 경찰 지휘부에 건의했지만, 그는 오히려 서울지방경찰청으로부터 겁먹은 것 아니냐는 비아냥과 함께 밑에서 물포를 쏘며 작전을 강행하라는 지시를 받았던 것으로 드러났다.
경찰특공대는 옥상에 설치된 망루에 진입하려 했고, 그 과정에서 경찰특공대의 컨테이너박스가 망루와 충돌해 망루 내부가 무너지면서 망루 안에 즐비했던 시너 등 인화성 물질이 흘러내리거나 유증기로 변했고, 망루 내부가 이로 가득차 발화 위험이 높아지게 되었다. 1차 진입 시도로 인해 망루가 이런 일촉즉발의 상황이 되었음에도 불구하고 경찰 지휘부는 작전의 변경 혹은 중단은커녕 곧바로 2차 진입을 강행하도록 지시했고, 그 와중에 망루에서 화재가 발생해 경찰특공대와 철거민을 합쳐 6명이 사망했다.
진상조사위는 경찰 지휘부가 세운 작전계획은 전반적으로 안전 대비책이 매우 미흡했다면서 경찰특공대원과 농성자들의 생명과 안전을 무시한 무리한 작전 수행이었다고 발표했다.

## 논란

### 화재 원인 논란
참사 사건 수사 중인 검찰이 경찰특공대의 진압 직전, 건물을 무단 점거하고 있던 한 농성자가 망루 계단에 인화물질로 추정되는 액체를 뿌렸다는 단서를 확보한 것으로 알려지기도 했다. 1월 27일 검찰 수사본부 관계자는 "망루 안에 있던 농성자가 경찰특공대 2차 진입 직전에 망루 2, 3층의 계단에 액체를 뿌리는 장면이 촬영된 동영상을 확보했다"라고 언론에 밝혔다. 그는 '아직 망루 화재의 발화 지점이나 직접적인 화인은 확인되지 않았'고, '계단에 뿌려진 액체가 화재와 직접적인 관련이 있을 것으로 보고 이 물질의 정체를 확인 중'이라고 밝혔다.
그러나 2009년 9월 30일 공판에 증인으로 나온 경찰특공대원은 "진압 당시 화염병 던지는 것은 본 적이 없으며, 유리병 깨지는 소리가 들린 뒤 불이 올라 화염병으로 생각했을 뿐"이라고 답했다. 한편 화재 전문가들은, 검찰의 공소사실처럼 인화성 물질의 유증이 꽉 차 있었다면, 옷깃이 스칠 때 발생하는 정전기만으로도 불이 붙을 수 있다고 증언했다. 그밖에 진입 과정에서 시너통이 넘어지는 사고가 있었다.
재판부는 "농성자들이 망루로 진입한 경찰특공대원에게 던진 화염병의 불이 인화물질의 유증기에 옮겨 붙어 화재가 발생했던 것"으로 판단했다.

### 폭력성 논란
사건 직후 용산경찰서는, 농성자들이 1월 19일부터 시위용품을 사용하였고 그로 인한 피해는 다음과 같았다고 밝혔다.
- 화염병 투척 : 농성건물 옆 건물 상가, 공가(1층 단독)에 화재 발생.
- 새총으로 유리구슬 발사 : 차량 파손, 경찰 채증요원 가슴 타박상.

검찰 발표에 따르면, 농성자들은 화염병 400개, 염산병 40여 개, 쇠파이프 250여 개, 골프공 1만 개, 새총 20개, 1톤이 넘는 시너 등으로 무장하고 있었다고 한다.

### 경찰의 불법 여론조작과 수사 개입
1월 28일 오전 경찰청은 용산 참사와 관련하여 여론조사 참여를 독려하라는 지시를 내렸고, 광주경찰청은 산하 경찰서 직원들에게 '용산 사건 관련 인터넷 여론조사 적극 참여 요망: MBC 100분 토론 시청자 투표'라는 문자메시지를 보냈다. 여론 조작 논란이 일었고, 부적절한 처사였다는 지적이 있었다. 100분 토론 인터넷 설문 '용산 참사의 가장 큰 원인은 무엇이라고 보는가?'의 결과는 '경찰의 과잉진압' 48%(19222명), '불법 과격시위' 45%(18049명), 재개발 사업의 구조적 문제 7%(2845명)로 집계됐다.
이는 당시 경찰청장 내정자였던 김석기 서울지방경찰청장의 지시에 따라 이루어진 것으로, 전국의 경찰 사이버수사요원 900명이 동원되어 2009년 1월 25일 경찰청 수사국이 작성한 ‘용산 철거현장 사고 관련 조치 및 향후 대응방안’ 문건의 지시 사항에 따라 온라인상에서 여론전을 펼치고 분석과 통계를 남겼다. 또한 이 문건에 따르면 경찰청 수사국의 경정급 이상 간부들은 언론계 지인들과 접촉해 용산 참사와 관련해서 경찰의 입장이 적극적으로 기사에 반영될 수 있도록 노력하라는 지침도 하달되었다.
또한 용산 참사에 대한 검찰 수사가 시작되자 역시 검찰의 수사 대상에 속해 있던 경찰은 경찰청 수사국장에게 검찰 고위 관계자와 통화하면서 경찰의 입장을 잘 설명하라는 구체적인 지침까지 내렸고, 2009년 1월 23일 작성된 문건에서는 검찰 수사본부와의 유기적인 연락체제 구축을 통해 수사 방향 및 경과 등을 파악하라는 지시가 확인되었다. 당시 검찰은 경찰 지휘부의 과잉진압 여부도 수사했지만 2009년 8월에 결국 무혐의 결론을 내렸다.

### 청와대 국민소통비서관실 행정관 메일과 국정원 비선을 통한 불법 여론조작
2009년 2월 3일 청와대 국민소통비서관실 행정관 이성호는 경찰청 홍보담당관에게 용산 참사를 무마시키기 위해 경기 서남부 지역 연쇄 살인 사건을 적극 활용하라는 이메일을 보내 문제가 되었다. 처음 민주당 국회의원 김유정이 이 사실을 폭로하였을 때 경찰과 청와대 모두 이메일에 대해 부인하였으나 결국은 이메일을 보낸 것으로 밝혀졌다. 청와대측은 이를 이성호의 개인적인 일탈이라고 발표했고 이메일 원본이 공개되자 그의 사표를 수리했다.
용산사태를 통해 촛불시위를 확산하려고 하는 반정부단체에 대응하기 위해 '군포연쇄살인사건'의 수사내용을 더 적극적으로 홍보하기 바랍니다. … 예를 들면 ▲연쇄살인 사건 담당 형사 인터뷰 ▲증거물 사진 등 추가정보 공개 ▲드라마 CSI와 경찰청 과학수사팀의 비교 … 용산 참사로 빚어진 경찰의 부정적 프레임을 연쇄살인사건 해결이라는 긍정적 프레임으로 바꿀 수 있는 절호의 기회입니다. …— 청와대 행정관 이메일

용산 참사 당일 김성욱 한국자유연합 대표가 당시 국정원의 비선으로 활동한 우익 청년들의 모임인 알파팀에 보낸 이메일의 첨부 파일에는 용산 철거민들의 폭력성과 그들이 고소득자임을 강조하는 내용이 담겨 있었고, 알파팀은 이를 받아본 후 포털 게시판에 비슷한 내용의 글을 김성욱이 보낸 사진과 함께 게재했다.
이러한 작업 방식은 2012년 대선에서 국정원과 국군사이버사령부가 각종 포털 게시판과 댓글, SNS에서 야권과 문재인 후보에 대한 불법 여론전을 펼 때 사용했던 방법과도 유사하며, 당시 국정원과 군사이버사령부의 콘텐츠 생산 부서에서 문서, 영상, 사진 등을 만들어 비선 실무팀 책임자에게 전달하면 이를 팀원들이 온라인에서 확산시켜 여론을 조작했다. 언론 보도에 따르면 국군사이버사령부의 경우 트위터나 댓글 작업을 한 뒤 그 결과를 국방부는 물론 청와대에도 수시로 보고했었다. 문서 요약에서 볼 수 있는 첨부 파일의 작성자는 이성호가 쓰던 아이디와 일치했다.
이에 용산 참사 불법 여론공작 파일의 작성자로 지목된 이성호는 해당 아이디가 2009년 자신이 청와대에서 일할 때 쓴 아이디는 맞으나, 자신은 그런 문건을 쓴 적도, 쓸 위치에 있지도 않았다며, 다만 공무를 위한 문서 작성을 해본 공무원이 자기밖에 없어서 할 수 없이 자신이 문서 양식을 만들어 다른 직원들에게 배포한 적은 있었다고 해명했다.

### 서울시와 이명박 정부의 미온적 사후 대처 논란
사건이 발생한 이후 이명박 정부는 용산 참사가 사인 간의 일이라 정부는 할 수 있는게 없다는 입장을 견지했고, 오세훈이 시장으로 있던 서울시는 유족들과의 협상에 수개월간 미온적이다가 2009년 9월 29일, 정운찬이 신임 국무총리로 부임한지 며칠 되지 않아 유족들이 있는 분향소를 방문해 중앙정부로서는 할 수 있는게 없으니 서울시가 나서서 해결할 수 있도록 조치를 취하겠다고 약속하고 돌아간 뒤부터 유족들과의 협상이 속도를 더 내기 시작했다.
2009년 10월 8일의 국정감사에서 오세훈은 용산참사 후 사태 해결을 위해 최선을 다해 합의에 가까워지긴 했으나, 유가족들이 협상을 일임한 용산범대위의 무리한 요구로 인해 종교계의 중재에도 불구하고 더 이상 진전을 보지 못했다고 답했다. 양측의 협상은 2009년 12월 중순, 서울시에서 용산참사 문제를 2009년 안에 매듭짓겠다는 방침을 세운 후부터 다시 가속화하기 시작했고, 긴 협상 끝에 12월 30일 협상이 타결되었다.
협상 타결 후 오세훈과 정운찬이 차례로 용산참사 희생자들의 장례식장을 방문했고, 유가족들은 오세훈의 장례식장 조문을 허용할 것인가에 대해 긴 시간 동안 논의한 끝에 그 누구의 장례식장 방문도 막지 않는다는 차원에서 이를 허용했다.  
이에는 몇가지 이유가 있었는데, 오세훈이 그 때까지 냉담한 태도로 일관하며 용산참사 현장에 한번만 나타났고 그 때도 유족들과는 직접 접촉하지 않았다는 것과, 죽음에 이른 희생자들의 영결식 장소로 서울광장을 이용하게 해달라는 유가족의 요구를 끝까지 거부하고 있었으며, 용산참사가 일어나는 큰 원인 중 하나였던 뉴타운 재개발 정책을 그대로 추진하고 있었기 때문이었다. 이에 따라 2010년 1월 7일, 오세훈은 용산참사 희생자들의 장례식장을 방문했고, 분향을 마친 뒤 희생자와 유족들에게 위로의 말을 남기고 떠났다. 
그 다음날 이루어진 정운찬의 방문에 대해선 유족들은 늦었지만 다행이라며, 그가 유가족에게 사과하고 약속한 것처럼 용산 참사의 진상 규명과 함께 재개발과 관련된 법과 제도 및 정책을 개선해야 한다는 입장을 내어놓았다.

### 용산 참사의 원인에 대한 2021년 오세훈 서울시장 후보의 발언과 유가족, 철거민들의 항의
2021년 3월 31일의 관훈토론회에서 국민의힘 서울시장후보 오세훈은 다음과 같이 발언했다.
| “ | 사실관계를 조금 잘못 기억하고 계신 부분이 있어 바로잡고 설명드리겠습니다. 조문을 안갔다, 당사자들을 안만났다, 이거 사실관계 아닙니다. 조문도 갔었고요, 당사자들도 만났습니다. 그리고 당시에 이름도 기억합니다, 김영걸. 나중에 부시장이 되시죠. 그 당시에 이 사업의 총책임자, 본부장이셨습니다. 그 분이 거의 한 몇개월 동안 다른 일을 전폐하고 이 일을 해결하기 위해 뛰어다니셨습니다. 유가족들을 달래고, 보상문제 해결하고 하는 것을 중앙 정부와. 사실은 용산참사는 모르시는 분들도 계시기 때문에 설명을 드리면 이 재개발 과정에서 그 지역의 임차인들이 중심이 되어서 전철연이라고 시민단체가 가세해서 매우 폭력적인 형태의 저항이 있었습니다. 그때 쇠구슬인가요 돌멩이인가요 이런 것을 쏘면서 저항을 하는 건물을 점거하고 거기를 경찰이 진입하다가 생겼던 참사입니다. 사실 그래서 이 사고는 과도한 그리고 부주의한 폭력행위를 진압하기 위한 경찰력 투입으로부터 생겼던 사건입니다. 이것의 사후처리를 서울시가 맡아서 했던 것이고, 보상 문제나 피해자들과의 각종 협의 문제도 서울시가 나서서 해결을 했던 것이라는 본질을 일단 알고 계셔야 할 것 같고요. 어쨌든 제가 조문한 것도 사실이고 협의에 나섰던 것도 사실이고 본부장을 전권을 줘서 그 분은 그 일만 해결하도록 꽤 협의 과정이 오래 걸렸습니다. 그래서 나중에 사실은 공표는 안 했지만 백서를 만들어 놨습니다. 언젠가 공개가 되겠지 했는데 그 자료가 협의 과정이 다 소상히 기록이 되어 있는 것이 서울시 어느 캐비닛에 들어가 있을 겁니다. 어쨌거나 어제는 짧게 답변하느라고 송구스럽다 이런 말씀만 드렸는데 정말 서울시장으로서 큰 책임감을 느껴야될 사례라고 생각을 합니다. 아무리 재건축과 재개발이 주택공급에 꼭 필요한 사업이라도 그 진행 과정에서 임차인들의 권익이 최대한 보장되는 형태로 협상이 순조롭게 진행이 되었어야 올바른 바람직한 행정인데 그렇게 되지 못하고 이렇게 극한 투쟁과 갈등의 모습으로 나타났던 것은 시장으로서 분명히 책임감을 느껴야 할 대목이라고 저는 생각을 하고요. 그래서 여러 번 이 입장에 대해서 죄송스럽다는 말씀을 드렸던 것을 기억하고 있습니다. | ” |
|   | — 2021년 3월 31일 오세훈이 관훈클럽 초청 토론회에서 한 답변 |   |

이에 대해 용산참사 유가족과 생존 철거민, 용산참사진상규명위원회는 2021년 4월 1일, 용산참사가 일어났던 현장에서 기자회견을 열고 오세훈에게 용산참사 유가족들과 피해자들에게 무릎 꿇고 사과한 뒤 사퇴하라고 촉구했다. 
이원호 용산참사진상규명위원회 조사국장은 기자회견에서 용산참사가 일어난 후 장례기간에도 서울시가 용산에서 개발 공사를 지속하길래 장례를 치를 때까지만 공사를 멈춰달라고 면담을 요청했었는데 거절당했던 일도 있었다며 힘들게 만난 서울시 부시장은 시간이 돈이고 공사는 중단할 수 없다고 통보했었다고 당시의 일을 회상했다.
다음은 용산참사 유가족 및 피해자들이 기자회견에서 발표한 성명문이다.
| “ | 여섯 명의 시민이 하루아침에 죽었다! 막개발 폭력, 오세훈 후보 용산참사 책임자다! 오세훈은 서울시장 자격없다! 오세훈 후보의 인면수심에 치가 떨립니다. 두렵기까지 합니다. 12년 전, 여섯 명의 시민이 하루아침에 사망한 용산참사에 대한 오세훈 후보의 발언에 온몸이 떨려옵니다. 어제 서울시장 보궐선거에 출마한 국민의힘 오세훈 후보가 관훈클럽 토론회에서 용산참사에 대한 질문을 받자 임차인들이 과도한 폭력이 사건의 본질이라며 참사의 본질이 철거민들의 폭력 저항이라고 말했습니다. 당시 이명박 정부와 오세훈의 서울시가 평범한 우리 가족들과 세입자들을 도심 테러리스트와 폭도로 매도했던 끔찍한 시간이 떠오릅니다. 원통함에 장례조차 치르지 못했던 355일이, 고통이 후벼 파헤쳐지는 것 같습니다. 용산참사의 본질이 세입자들의 폭력적 저항이라니요? 책임을 떠넘겨도 어떻게 희생자들에게 돌릴 수 있습니까? 살고자 올랐던 망루에서 주검이 되어 내려왔습니다. 왜 죽어야 했는지 이유조차 모르고 원통하게 죽었습니다. 살아남았다는게 죄스럽다며 트라우마를 호소하다 10년이 지나서 스스로 목슴을 끊은 생존 철거민까지 있었습니다. 어떻게 피해자들에게 참사의 책임을 돌릴수 있습니까? 얼마나 더 죽으라고 등 떠미는 겁니까? 철거민 세입자들은 테러리스트도 폭도도 아닙니다. 레아호프, 삼호복집, 무교동낙지, 공화춘 중국음식점, 153당구장, 진보당 시계수리점, 한강지물포. 동네에서 수년에서 수십년 장사하던 임차상인들이었고 평범한 우리의 이웃이었습니다. 개발로 대책 없이 쫓겨나는 것이 억울해 버텼더니 돌아온건 철거 용역 깡패들의 극심한 폭력과 모욕이었습니다. 폭력을 피해 대화하자고 망루에 올랐습니다. 그렇게라도 해야 우리의 이야기를 들어 줄 줄로만 알았습니다. "여기 사람이 있다"는 절규를 그렇게 잔인하게 진압하고 죽일 줄은 몰랐습니다. 철거민들의 저항이 과도한 폭력이었다고요? 땅부자, 집부자, 투기꾼과 건설재벌들의 이윤 추구를 위해 가족들과 땀 흘려 일궈온 생계수단을 빼앗으며 죽음의 벼랑 끝으로 내모는 잔혹한 개발 폭력만큼 과도하고 잔혹한 대규모 폭력이 또 있습니까? 그 잔혹한 대규모 개발 폭력을 자행한 오세훈 당시 시장이 철거 세입자들의 과도한 폭력을 운운할 자격이 있습니까? 용산참사를 부른 뉴타운 재개발 광풍의 시대로 역행하는 서울시장 후보의 공약을 볼 때도 참담했습니다. 게다가 그때 그 책임자가 다시 제2의 용산참사를 촉발할 개발 공약을 전면에 내세우고 서울시장 후보로 나오는 현실이 끔찍했습니다. 심지어 참사의 책임자가 본질을 왜곡할 뿐만 아니라 용산을 서울의 마지막 기회의 땅, 100만평의 선물이라고 말하며 용산 일대의 대규모 개발 공약을 이야기하고 있습니다. 2007년 당시 오세훈 시장은 용산역세권개발사업을 포함해 사업비 수십조에 달하는 대규모 개발계획으로 용산 부도심개발 프로젝트를 발표했습니다. 용산의 땅값을 폭등시키고 용산 일대를 대규모 개발 광풍으로 몰아넣어 2009년 용산참사가 발생했습니다. 그런데 다시 그 비극의 땅 용산을 대규모로 개발할 기회의 땅이자 선물이라고 말하고 있습니다. 제2, 제3의 용산참사가 또 올것만 같아 두렵고 두렵습니다. 서울을 갈등과 폭력, 비극과 참사의 도시로 만들겠다는 것과 다름없는 말에 살기까지 느껴집니다. 2009년 1월 20일 용산참사 개발 폭력의 시대로 돌아갈 수 없습니다. 희생자들과 유가족들을 모독하고 피해자들에 대한 사과조차 없이 책임을 뒤집어씌우는 오세훈 후보는 서울시장의 자격이 없습니다. 오세훈 후보는 지금이라도 용산참사 유가족들과 철거민 피해자들에게 무릎 꿇고 사과하고 사퇴해야 합니다. 우리 용산참사 유가족들과 철거민들을 더는 모욕하지 말 것을 촉구합니다. 또다른 용산참사를 계획하지 말 것을 촉구합니다. 오세훈은 서울시장의 자격이 없습니다. 일말의 양심이 있다면 후보에서 사퇴할 것을 촉구합니다. 2021년 4월 1일 용산참사 유가족, 생존 철거민, 용산참사진상규명위원회 | ” |
|   | — 2021년 4월 1일 용산참사 유가족, 생존 철거민, 용산참사진상규명위원회의 기자회견 성명문 |   |

## 검찰 기소
검찰은 1월 28일에 병원에 있던 철거민대책위원회 위원장 이충연을 구속했다. 당시 이충연은 농성 진압과정에서 아버지를 잃었는데 검찰이 구속한 것에 대해 지나치다는 여론이 일기도 했다.
검찰은 2009년 2월 9일 용산 참사의 수사결과를 발표하면서 경찰에 형사책임을 전혀 묻지 않는 반면, 건물 점거농성을 벌인 농성자 20명(5명 구속, 15명 불구속)과 불법행위를 저지른 용역업체 직원 7명 등 27명을 기소했다.

## 재판 과정

### 국민참여재판 신청 기각
당시 망루에 불을 내 경찰관을 숨지게 했다는 혐의로 기소된 4명은 국민참여재판을 신청했다. 하지만 3월 26일 열린 공판준비기일에서 증인 숫자가 너무 많다는 이유로 국민참여재판 신청은 기각되었다. 이에 대해 변호인측은 검찰이 중복적으로 증인을 신청해 국민참여재판을 방해했고 재판부가 이를 그대로 받아들였다며 반발하고 있다. 한편 철거민을 내보내려고 연기를 피운 혐의로 기소된 용역업체 직원들은 자신들이 업무 집행과정상의 정당한 행위를 했다고 주장하고 있으며, 재판부는 사안 자체가 별거 아니라며 재판을 가급적 신속히 진행하자는 주문을 변호인에게 해 중립성 논란이 일고 있다.

### 검찰의 수사기록 열람, 등사 거부
2월 8일 용산참사 변호인단은 수사기록 열람과 등사를 신청했지만, 2월 18일 검찰은 열람, 등사를 거부했다. 변호인단은 이에 대해 피고인이나 변호인은 검사에게 공소제기된 사건에 관한 서류 또는 물건의 목록과 증거에 대한 열람과 등사를 신청할 수 있다고 규정한 형사소송법 제266조를 들어 검찰의 재판 방해 의혹을 제기했다. 검찰은 형소법 제266조의3 제2항을 들어 검찰은 공범 5명의 수사가 진행 중이고, 이들이 수사기록을 열람하게 되면 "관련 사건의 수사에 장애를 가져올 우려"가 있어 수사 종료시까지 열람, 등사를 제한한 것이라고 해명했다.
하지만 약 두달 뒤인 4월 17일 준비기일까지 검찰은 1만 쪽에 달하는 수사 기록 중 경찰 핵심 지휘관들의 진술조서 등이 포함된 3천여 쪽을 변호인에게 공개하지 않았고, 변호인은 이에 대해 재판부에 증거물 압수를 신청했다. 검찰 측은 이에 대해 "사건과 직접 관계가 없거나 정치적 사안이라 재판 진행을 오히려 지연시킬 수 있어 거부한 것"이라고 맞섰다.
4월 22일 첫 공판에서 재판부는 "형사소송법에서 검찰이 법원의 열람·등사 결정에 불복하면 그에 대한 불이익으로 관련 증인이나 서류를 증거 신청을 하지 못하게 하는 만큼 이에 따라 처리할 계획"이라며 압수 신청을 거부했다. 5월 1일 3차 공판은 변호인단이 수사기록의 전면공개될 때까지 공판이 중지되어야 한다고 주장하며 기일 변경을 신청해 5월 6일로 연기되었으며, 5월 6일에도 변호인단은 재판 중지를 재차 요청하였으나 거부되자 변론을 맡지 않겠다고 말했다.
결국 5월 8일 재판부는 국선 변호인이 피고인들의 변호를 맡도록 했다.
2010년, 고등법원은 변호인단이 별도로 신청한 재정신청심리 중 변호인단의 수사기록 열람등사신청에 대해서 인정하는 처분을 함으로써 수사기록을 공개하였다. 이에 검찰은 재정신청 제도의 밀행성과 비공개주의 원칙을 위반하였다면서 재판부에 대해서 기피신청과 함께 열람등사 처분의 취소를 담은 재항고를 하였다. 그러나, 대법원은 재판부의 변경을 이유로 기피신청을 기각했고 열람등사처분에 대해서도 이는 재항고 대상이 아닌 재판장의 처분에 불과하다면서 기각하였다.

### 재판부 기피 신청 기각
철거민 9명은 이에 반발해 재판부 기피 신청을 냈으나 6월 2일 법원은 열람, 등사가 이뤄질 때까지 공판절차를 중지시키지 않는다고 재판부가 불공평한 재판을 할 것으로 기대하는 것은 비합리적이라며 신청을 기각했다. 철거민들은 이에 고등법원에 항고했으나, 고등법원 역시 6월 22일 항고를 기각했다.

## 이후 파급 효과
민주당, 민주노동당, 진보신당, 창조한국당 등 야당은 2009년 2월 1일, 서울 명동을 행진하며 이명박 정부를 규탄했다.
정치권에서도 논란이 진행되고 있다. 홍준표는 야당에서 용산 사고를 이용한 정치 공세에 몰두한다는 비판을 했는가 하면, 이회창은 경찰청장(당시 내정자) 김석기의 사퇴를 촉구하기도 했다. 이러한 논란속에 결국 김석기 청장은 2월 10일 사고에 대한 도의적 책임을 지겠다며 사퇴의사를 밝혔다.
당시 김대중 전 대통령은 2009년 1월 20일자 자신의 일기에서 다음과 같이 언급하였다.
| “ | 용산구의 건물 철거 과정에서 단속 경찰의 난폭 진압으로 5인이 죽고 10여 인이 부상 입원했다. 참으로 야만적인 처사다. 이 추운 겨울에 쫓겨나는 빈민들의 처지가 너무 눈물겹다. | ” |

이 사건 수사를 지휘한 천성관 서울중앙지검장은 6월 21일 검찰총장에 내정됐다. 그러나 천성관 검찰총장 내정자는 인사청문회에서 각종 의혹으로 인해 낙마하고 검사장 자리에서 물러났다.
서울지방경찰청 경찰특공대는 7월 2일 10시 30분부터 1시간 30분 동안 주상용 서울지방경찰청장 등 경찰간부 100여 명이 지켜보는 가운데서 진행된 종합전술훈련 시범에서 용산 철거 현장 화재 사건 당시 작전을 그대로 재연하는 훈련을 해 논란이 됐다.
2010년 1월 5일 오후 용산참사 범국민대책위원회(범대위)는 서울시 용산구 한강로 남일당에서 장례위원회를 발족하고 9일 서울 시내에서 열릴 철거민 희생자 5명의 장례식을 범국민장으로 치렀다. 범국민장은 장례식 당일 오전 9시 발인식을 시작으로 운구가 퇴계로를 거쳐 영결식장인 서울역광장에 도착하는 방식으로 치러졌다. 이어 오후 2시 행진을 시작해 오후 3시 노제 장소인 용산참사 현장으로 이동했다. 장례 기간은 9일까지 5일간이었으며, 고(故) 전태일 열사가 묻힌 경기도 남양주시 모란공원에 안장됐다. 이강실, 조희주 범대위 공동대표가 상임장례위원장을 맡았다. 범대위는 대국민 호소문을 통해 "장례를 치르게 된 것은 오로지 국민 여러분 덕택"이라면서 "시민 장례위원으로 참여하고 용산참사 현장 분향소와 각 지역에 설치된 분향소를 조문해 달라"고 요청했다. 하지만 경찰작전 관련 진상 규명이 미진하고, 국가 공권력 희생에 의한 국가배상이 아닌 조합 차원의 장례비용 지급에 불과한 정도로 일이 해결되어 논란거리가 됐다.
한편 순직한 김남훈 경사는 국립대전현충원 경찰관 묘역에 안장되었다.

## 대중문화

### 책
- 《아무도 기억하지 않는 자의 죽음》, 당대비평 기획위원회, 산책자, 2009년
- 《내가 살던 용산》, 김수박 외, 보리, 2010년
- 《끝나지 않는 전시》, 용산참사와 함께하는 사람들, 삶이보이는창, 2010년
- 《용산 개 방실이》, 최동인, 책공장더불어, 2011년
- 《떠날 수 없는 사람들》, 김수박 외, 보리, 2012년
- 《꽃피는용산》, 김재호, 2013년
- 《예순여섯 명의 한기씨》, 이만교, 문학동네, 2019년

### 영화
- 《두 개의 문》 : 김일란・홍지유 감독 / 연분홍치마 - 2012년
- 《소수의견》 : 김성제 감독 / 윤계상, 유해진, 김옥빈 주연 / 시네마서비스 - 2015년(2013년 제작)
- 《공동정범》 : 김일란・이혁상 감독 / 엣나인필름 - 2018년
- 《염력》 : 연상호 감독 / 심은경, 류승룡 주연 / NEW - 2018년

### 예능
- MBC 《무한도전》 158회, 159회 ‘여드름 브레이크’(2009년 6월 20일, 6월 27일 방송분) / 167회 ‘패닉룸 특집’ (2009년 8월 22일 방송분)

### 음악
- YB 8집 《共存 (공존)》 수록곡 중 〈깃발〉 (2009년)

## 인용
| “ | 경찰은 그들을 적으로 생각하였다 … 이날의 투입작전은 경찰 한 명을 포함, 여섯 구의 숯처럼 까맣게 탄 시신을 망루 안에 남긴 채 끝났으나 애초에 경찰은 철거민을 사람으로 생각하지 않았으며 철거민 또한 그들을 전혀 자신의 경찰로 여기지 않았다 | ” |
|   | — 이시영. 〈경찰은 그들을 사람으로 보지 않았다〉,《경찰은 그들을 사람으로 보지 않았다》(창비, 2012) |   |

## 같이 보기
- 용산뉴타운
- 용산4구역
- 용산국제업무지구
- 《두 개의 문》